# Virginia Slims of Denver 1984
Virginia Slims of Denver 1984 — тенісний турнір, що проходив на закритих кортах з твердим покриттям у Денвері (США). Належав до Світової чемпіонської серії Вірджинії Слімс 1984. Тривав з 16 січня до 22 січня 1984 року.

## Фінальна частина

### Одиночний розряд
Мері-Лу Деніелс —  Кім Сендс 6–1, 6–1
- Для Деніелс це був 1-й титул за рік і 4-й — за кар'єру.

### Парний розряд
Марселла Мескер /  Енн Гоббс —  Шеррі Екер /  Кенді Рейнолдс 6–2, 6–3
- Для Мескер це був 1-й титул за рік і 3-й — за кар'єру. Для Гоббс це був 1-й титул за рік і 7-й — за кар'єру.